# Sint-Odulfusklooster
Het Sint-Odulfusklooster (oude spelling Sint-Odulphusklooster) was een klooster in het Friese Stavoren
Het klooster werd opgericht door de monnik Odulfus. Deze was door de bisschop van Utrecht uitgestuurd om de afvallige Friezen opnieuw te bekeren. Odulfus kwam via de Utrechtse Vecht, het Flevomeer en het Vlie naar het drukke verkeersknooppunt Staveren. Aan de monding van de rivier, niet ver van het Vlie, stichtte hij in 837 zijn hoofdkwartier om vandaar de Friezen opnieuw tot het Christelijk geloof te brengen. Dit hoofdkwartier is later uitgegroeid tot het Sint-Odulfusklooster. Het werd vernoemd naar zijn stichter. Verder is uit de tijd van voor het jaar 1000 niet veel bekend. 
In 1345 speelde het Sint-Odulfusklooster een belangrijke rol in de slag bij Warns. De omgeving van het klooster had erg te leiden onder landafslag. In 1413 besloot men het kloosterterrein te verlaten en een nieuw klooster binnen de wallen van Stavoren te bouwen. In 1545 werden de onbegraven skeletten van de in 1345 gesneuvelde soldaten overgebracht naar Stavoren. Daarna het voormalige kloosterkerkhof verdwenen in de golven van de Zuiderzee, het tegenwoordige IJsselmeer. 
In 2010 zijn resten van het klooster, waaronder twee delen van een zandstenen sarcofaag, op de bodem van het IJsselmeer gevonden. Het klooster bevond zich ongeveer 1 km ten westen van de hedendaagse havenmonding te Stavoren.